# Colledara
Colledara – miejscowość i gmina we Włoszech, w regionie Abruzja, w prowincji Teramo.
Według danych na rok 2004 gminę zamieszkuje 2197 osób, 115,6 os./km².